# Кизель, Сюзи
Сю́зи Ки́зель (нем. Susi Kiesel) — немецкая кёрлингистка.
В составе женской сборной ФРГ участвовала в трёх чемпионатах мира (лучший результат — восьмое место в 1979) и двух чемпионатах Европы (лучший результат — пятое место в 1978).
Играла на позициях четвёртого и третьего. Несколько сезонов была скипом команды.

## Команды
| Сезон   | Четвёртый     | Третий      | Второй          | Первый                    | Турниры           |
| ------- | ------------- | ----------- | --------------- | ------------------------- | ----------------- |
| 1978—79 | Renate Grüner | Сюзи Кизель | Irmi Wagner     | Valentina Fischer-Weppler | ЧЕ 1978 (5 место) |
| 1978—79 | Сюзи Кизель   | Гизела Лунц | Хайди Шапман    | Труди Бенцинг             | ЧМ 1979 (8 место) |
| 1979—80 | Сюзи Кизель   | Гизела Лунц | Hildegard Meier | Труди Бенцинг             | ЧЕ 1979 (6 место) |
| 1979—80 | Сюзи Кизель   | Гизела Лунц | Труди Бенцинг   | Инес Кампаньоло           | ЧМ 1980 (9 место) |
| 1981—82 | Сюзи Кизель   | Гизела Лунц | Труди Бенцинг   | Даниэла Кизель            | ЧМ 1982 (9 место) |

(скипы выделены полужирным шрифтом)